# Галина, Ольга Владимировна
Ольга Владимировна Галина, по мужу: Александровская, урожд.: Грудзинская (11 (23) марта 1899, Желудок Лидского уезда (ныне Щучинский район) — 4 декабря 1980, Минск) — белорусская актриса. Народная артистка БССР (1946).

## Биография
Сценическую деятельность начала в 1919 году на Украине. В 1921 году в труппе политотдела 45-й советской стрелковой дивизии.
В 1923—1962 актриса в БДТ-1 (Минск), начинала работать под руководством Е. Мировича. В 1948—1963 годах преподавала в Белорусском театрально-художественном институте. Выступала в периодической печати с воспоминаниями о деятелях белорусского театра, с рецензиями на спектакли, статьями-размышлениями о сути актёрского мастерства.

## Творчество
Среди наиболее значительных ролей:
- Мария Александровна («Семья» И. Попова),
- Купавина («Волки и овцы» А. Островского),
- Софья («Последние» М. Горького),
- Раневская,
- Аркадин («Вишневый сад», «Чайка» А. Чехова).

Среди других ролей:
- Ганка («Машека» Е. Мировича),
- Яворская («Мост» Е. Романовича),
- Полежаева («Беспокойная старость» Л. Рахманова),
- Теодора («Глупая для других, умная для себя» Лопе де Вега),
- синьора Капулетти («Ромео и Джульетта» У. Шекспира),
- Барабошевых («Правда хорошо, а счастье лучше» А. Островского),
- Каренина («Живой труп» Л. Толстого),
- Багаевская («Варвары» М. Горького, Государственный русский театр БССР).

## Награды
- орден «Знак Почёта» (20.06.1940) — за выдающиеся заслуги в деле развития белорусского театрального и музыкального искусства